# Gerhard Glogowski
Pour les articles homonymes, voir Glogowski.
Gerhard Glogowski, né le 11 février 1943 à Hanovre, est un homme politique allemand, membre du Parti social-démocrate d'Allemagne (SPD).
Maire de Brunswick de 1976 à 1981 et de nouveau à partir de 1986, il devient cinq ans plus tard ministre de l'Intérieur et vice-ministre-président de Basse-Saxe, puis est investi ministre-président du Land en octobre 1998, à la suite du départ de Gerhard Schröder, devenu chancelier fédéral. Il est cependant contraint à la démission un an plus tard, à la suite de révélations de possible corruption.

## Biographie

### Jeunesse et formation
Bien que né à Hanovre, il effectue ses études secondaires, puis une formation d'outilleur, à Bonn. Il fréquente ensuite les cours du soir, obtient son Abitur et part à l'Université d'économie et de politique de Hambourg, dont il est diplômé en économie.

### Carrière politique

#### Membre du SPD
En 1960, il rejoint le Parti social-démocrate d'Allemagne (SPD), puis le syndicat IG Metall l'année suivante.
Il a notamment présidé la section du SPD dans la ville de Brunswick, et occupé un poste de vice-président de la fédération du parti en Basse-Saxe.

#### Élu local
Élu au conseil du district de Waggum en 1966, il y prend la présidence du groupe SPD deux ans plus tard, puis est élu maire du district en 1972. Cette année, il intègre l'assemblée de la ville-arrondissement de Brunswick et y siège deux ans, en tant que vice-président du groupe SPD.
Il devient maire de Brunswick le 5 novembre 1976, à seulement 33 ans, et est élu au Landtag de Basse-Saxe en 1978. Il est défait trois ans plus tard aux élections municipales, et se voit désigné vice-président du groupe SPD au Landtag en 1984. Deux ans plus tard, il retrouve son fauteuil de maire.

#### Gouvernement de Basse-Saxe
Le 21 juin 1990, il est nommé ministre de l'Intérieur et vice-ministre-président du Land dans la coalition rouge-verte du nouveau ministre-président Gerhard Schröder, et renonce le 11 septembre à la mairie de Brunswick. Il est reconduit dans ses fonctions en 1994 et 1998.
À la suite de la nomination de Schröder au poste de chancelier fédéral, celui-ci démissionne de ses fonctions de ministre-président le 27 octobre 1998. Le lendemain, Gerhard Glogowski est élu pour lui succéder à la tête d'un gouvernement de majorité absolue. Il est cependant contraint à la démission le 26 novembre 1999, après des révélations sur ses relations troublantes avec des entreprises de Basse-Saxe. Il se serait ainsi vu offrir un voyage en Égypte, aurait bénéficié de conditions financières avantageuses pour l'achat d'un appartement et du paiement des frais de mariage par lesdites entreprises.